# Hermes (affresco)
L'Hermes è un affresco proveniente da Villa San Marco, rinvenuto durante gli scavi archeologici dell'antica città di Stabiae, l'odierna Castellammare di Stabia e conservato al Museo archeologico di Stabia Libero D'Orsi.

## Storia e descrizione
L'affresco è stato dipinto nella prima metà del I secolo, durante il periodo flavio ed era collocato nella zona centrale dell'ultimo scomparto del soffitto del secondo peristilio di Villa San Marco: rinvenuto sotto forma di frammenti nel 1952, a seguito degli scavi archeologici voluti da Libero d'Orsi, dopo essere stato ricomposto, fu conservato all'Antiquarium stabiano e poi al Museo archeologico di Stabia Libero D'Orsi.
L'affresco si presenta come una composizione piramidale, priva di ogni scenografia ambientale: al centro, la figura principale, quella di Ermes, seduto su di un sedile, è rappresentato con le caratteristiche di psicopompo, con pedaso e caduceo, mentre nella mano destra regge un oinochoe, che poggia sul ginocchio; il protagonista inoltre si presenta vestito con un mantello, mosso dal vento. Ai suoi lati, ma in più in basso, sono presenti due figure femminili, poggiate al sedile, con capelli raccolti, mantelli mossi dal vento e sguardo, così come quello del dio, rivolto verso destra: la donna alla sinistra reca in mano una lira.